# Moldes (Boborás)
Moldes (llamada oficialmente San Mamede de Moldes) es una parroquia y un lugar español del municipio de Boborás, en la provincia de Orense, Galicia.

## Toponimia
La parroquia también es conocida por los nombres de San Mamed de Moldes y San Momede de Moldes.

## Organización territorial
La parroquia está formada por diez entidades de población, constando ocho de ellas en el nomenclátor del Instituto Nacional de Estadística español:
- A Groba
- Laja (Laxa)
- Miandreiras
- Moldes
- Nonás
- Paradela
- Pontarriza (Ponterriza)
- Portodocarro (O Porto do Carro)
- Valiñas
- Xesteria (Xesteira)

## Demografía

### Parroquia
| Gráfica de evolución demográfica de Moldes (parroquia) entre 2000 y 2023 |
|                                                                          |
| Datos según el nomenclátor publicado por el INE.                         |

### Lugar
| Gráfica de evolución demográfica de Moldes (lugar) entre 2000 y 2023 |
|                                                                      |
| Datos según el nomenclátor publicado por el INE.                     |